# Drymodes
Drymodes is een geslacht van zangvogels uit de familie Australische vliegenvangers (Petroicidae).

## Soorten
Het geslacht kent de volgende soorten:
- Drymodes beccarii  – Papoeafluiter
- Drymodes brunneopygia  – Malleefluiter
- Drymodes superciliaris  – Cape-Yorkfluiter